# توکیو (خانه کاغذی)
توکیو (سیلن اولیویرا) (به انگلیسی: Tokyo) یک شخصیت داستانی در سری نتفلیکس خانه کاغذی است که توسط اورسولا کوربیرو به تصویر کشیده شده‌است. در مجموعه تلویزیونی او شخصیت اصلی و راوی غیرقابل اعتماد است، همچنین او یک دزد فراری در برنامه‌های پروفسور است.

## شخصیت
سیلن اولیویرا یک دزد در حال فرار از پلیس پس از یک سرقت ناکام است که در آن نامزدش توسط پلیس کشته شد. او توسط پروفسور استخدام شده بود تا در انجام یک دزدی ضرابخانه سلطنتی در مادرید کمک کند. او به همراه هفت سارق دیگر که برای دزدی انتخاب شده‌اند، به یک ویلا منتقل میشوند که به مدت پنج ماه آن‌ها دزدی را برنامه‌ریزی می‌کنند. پروفسور از هر یک از سارقین می‌خواهد که در هنگام سرقت، نام شهری را انتخاب کنند تا از آن به عنوان یک کد استفاده کند و او توکیو را انتخاب می‌کند.